# Repêcheur d'animaux morts
 (mars 2023).
Si vous disposez d'ouvrages ou d'articles de référence ou si vous connaissez des sites web de qualité traitant du thème abordé ici, merci de compléter l'article en donnant les références utiles à sa vérifiabilité et en les liant à la section « Notes et références ».
Le repêcheur d'animaux morts avait pour métier de parcourir les rives de cours d'eau pour en retirer les cadavres d'animaux et ainsi éviter la dégradation de la qualité de l'eau utilisée par les riverains. Le Journal des connaissances utiles en fait état dans son numéro de mars 1896 comme personnage singulier parmi les divers travailleurs des bords de Seine à Paris : l'article souligne qu'il avait interdiction de s'occuper de tout cadavre humain.